# Garcia (Schiff)
Die USS Garcia (DE/FF-1040) war eine Fregatte der United States Navy und Typschiff der Garcia-Klasse. Das Schiff wurde nach Fernando Luis Garcia benannt, der postum die Medal of Honor für Verdienste im Koreakrieg erhielt. Die Garcia diente von 1964 bis 1988 in der US-Marine und von 1989 bis 1994 als Saif in der pakistanischen Marine.

## Geschichte
Die Garcia wurde am 22. Juni 1961 ursprünglich als Geleitzerstörer (destroyer escort, daher die DE-Kennung) geordert und am 16. Oktober 1962 bei Bethlehem Steel in San Francisco, Kalifornien auf Kiel gelegt. Nach der Taufe durch die Schwester des Namensgebers lief das Schiff am 31. Oktober 1963 vom Stapel, die Indienststellung erfolgte am 21. Dezember 1964. Nach ersten Erprobungsfahrten vor der kalifornischen Küste wurde die Fregatte Anfang 1965 durch den Panamakanal in den Atlantik verlegt und machte in ihrem neuen Heimathafen Newport, Rhode Island fest. Von dort aus operierte das Schiff in den folgenden Jahren vor allem als Begleitschiff für Trägerverbände und Konvois.
Am 10. November wurde die Garcia außer Dienst gestellt, am 31. Januar 1989 wurde sie an Pakistan übergeben. Bis zum 13. Januar 1994 diente das Schiff als Saif in der pakistanischen Marine, im März 1994 wurde es zur Abwrackung nach Singapur verkauft.